# Diputació del General del Regne de València
La Diputació del General del Regne de València va sorgir durant la segona meitat del segle XIV com una comissió delegada de les Corts Valencianes encarregada d'administrar l'impost aprovat a Corts anomenat generalitats. El 1418 va ser quan va quedar configurada i es va convertir en un òrgan permanent. La integraven sis diputats, dos per cada braç, auxiliats per una sèrie d'oficials: clavaris, administradors, comptadors, etc...

## Antecedents
El seu antecedent més remot són les comissions nomenades per les Corts de 1329 i 1342-43 per recaptar l'estipendi aprovat en les mateixes i que es dissolen una vegada complerta aquesta missió. A les 1362-1363 es va aprovar l'impost de les generalitats la denominació del qual s'expressa d'esta manera:
| « | […] així per cobrar-se generalment i indistintament de tots com per imposar-se per tot el regne. | » |

Cal recordar que les generalitats eren impostos indirectes que gravaven la importació, exportació i la compra i consum de diversos productes:
| « | […] Recauen aquests impostos sobre pells, llanes, olis, ametlles, cera, arròs, lli, tints, espècies, vi, teixits, sal, fusta[…] La recaptació serà feta, per evitar l'aparell que això significaria, mitjançant arrendament del dret de cobrament en subhasta pública. Els mecanismes que regixen els impostos no permeten fer front a les quantitats que es necessiten amb certa urgència. La Generalitat utilitza llavors la venda de censals o deute públic. No és, doncs, un ingrés, sinó un sistema de finançament que té com a garantia els impostos. | » |

Per a l'administració del nou impost, substitutiu del tradicional donatiu, es nomena una comissió de les Corts. Per això alguns historiadors situen en aquesta data, 1362-1364, el naixement de la Diputació del General encara que la seva estructura administrativa no quedarà fixada fins al 1404, si bé encara amb caràcter temporal, i només a partir del 1418 es converteix en una institució permanent, que serà objecte de diverses reformes en 1419, 1439, 1510.

## Funcions

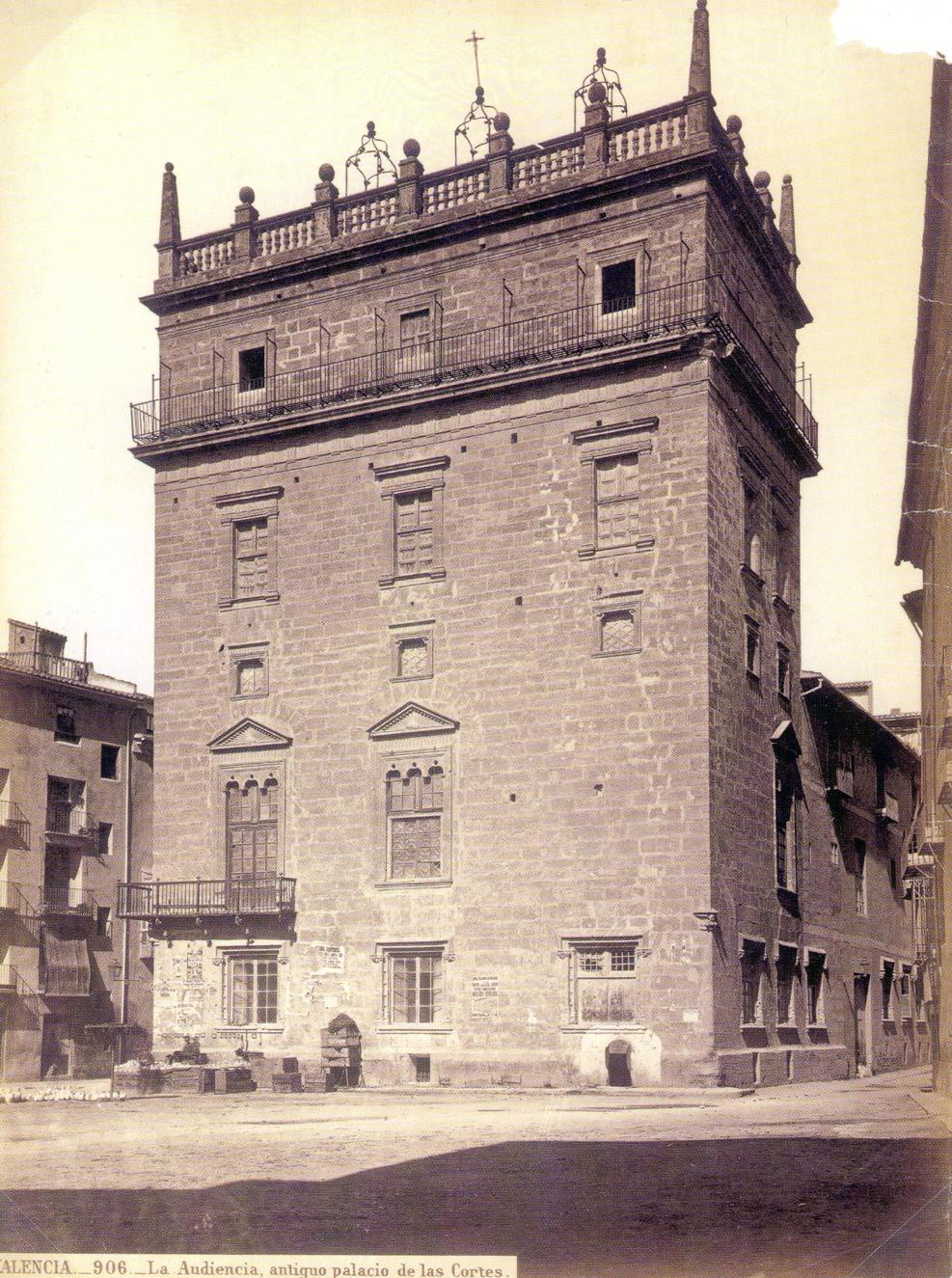
Diputació del General del Regne de València o Generalitat al 1870.

Les funcions de la Diputació del General o Generalitat van anar cobrant una dimensió política, cosa que al principi provocarà l'enfrontament amb la ciutat de València ja que els seus dirigents, els Jurats, creuen que els pot restar protagonisme i influència al regne, però a partir de 1422 els quatre jurats del braç reial ocuparan els càrrecs de diputat, clavari (encarregat de la tresoreria), administrador i comptador de la institució.

## Funcionament
Les Corts de 1418 van regular definitivament la institució; els seus membres es renovaven cada tres anys sense esperar a la reunió de les noves Corts, i els diputats que acabaven el seu mandat nomenaven els seus successors.
El rei per controlar la institució va imposar en 1424 que els dos diputats del braç reial foren dos jurats de la ciutat de València, car ell controlava el seu nomenament i eren homes de confiança del rei. Al final del segle xv el rei Ferran II el Catòlic ni tan sols es va preocupar per les formes per seguir controlant la institució i va anul·lar el sistema electoral i va nomenar oficials reals per ocupar els càrrecs.
Poc després va establir el mètode d'insaculació per a la provisió dels dos diputats del braç nobiliari i un rígid torn entre les ciutats, sense incloure València, per ocupar els llocs de diputats del braç real.
Diputació del General del Regne de València o Generalitat Valenciana pel control que va exercir la monarquia sobre la institució, va tenir menys pes polític que la Generalitat de Catalunya i menor capacitat per oposar-se als desitjos de la corona.

Així ho reconeixien els propis diputats valencians el 1624 quan afirmaven que: 
| « | Nosaltres en aquest regne no tenim la plenitud de poder que els deputats de Catalunya i Aragó. | » |